# اتفاقية التراث العالمي
اتفاقية التراث العالمي، رسميًا الاتفاقية المتعلقة بحماية التراث العالمي الثقافي والطبيعي، هي معاهدةٌ دوليةٌ وُقّعت في 23 نوفمبر 1972، والتي أُنشئت بموجبها مواقع التراث العالمي، مع الأهداف الأساسية المتمثلة في الحفاظ على الطبيعة والحفاظ على الممتلكات الثقافية وتأمينها. وهذه الاتفاقية، هي وثيقة موقعة من الاتفاق الدولي، توجه عمل لجنة التراث العالمي. وقد تم تطويره على مدى سبع سنوات (1965-1972).
تحدد الاتفاقية المواقع التي يمكن النظر في إدراجها على قائمة التراث العالمي، وتحدد واجبات حكومات كل دولةٍ في تحديد المواقع المحتملة وحمايتها والحفاظ عليها. تتعهد الدول الموقعة بالحفاظ على مواقع التراث العالمي الخاصة بها، وتقديم تقارير منتظمة عن حالة الحفاظ عليها، وإذا لزم الأمر، ترميم المواقع. وتحدد الاتفاقية أيضًا كيفية استخدام صندوق التراث العالمي وإدارته.
اعتمدها المؤتمر العام [الإنجليزية] لليونسكو في 16 نوفمبر 1972، ووقعها رئيس المؤتمر العام لليونسكو، تورو هاجيوارا، والمدير العام لليونسكو، رينيه ماهيو [الإنجليزية]، في 23 نوفمبر 1972. وهي محفوظةٌ في أرشيف اليونسكو.